# ناتالی ناکاس
ناتالی ناکاس (انگلیسی: Natalie Nakase؛ زادهٔ ۱۸ آوریل ۱۹۸۰) بازیکن بسکتبال اهل ایالات متحده آمریکا است.